# Waldemar Christopher Brøgger (geolog)
 Der er flere personer med dette navn, se Waldemar Christopher Brøgger.
 Der er for få eller ingen kildehenvisninger i denne artikel, hvilket er et problem. Du kan hjælpe ved at angive troværdige kilder til de påstande, som fremføres i artiklen.

Waldemar Christoffer Brøgger (født 10. november 1851 i Kristiania, død 19. februar 1940 sammesteds) var en norsk mineralog og geolog, far til Anton Wilhelm Brøgger.
Brøgger blev student i 1869 i sin fødeby. Han beskæftigede sig først med studier over mollusker, men kastede sig snart over geologien, stærkt påvirket ved at høre forelæsninger af den daværende professor i geologi i Kristiania, den geniale Theodor Kjerulf. I 1875 blev Brøgger ansat som assistent ved den geologiske undersøgelse, i 1876 som amanuensis ved universitetets mineralkabinet i Kristiania, i 1878 udnævntes han til universitetetsstipendiat. Årene 1875-77 udførte han geologiske undersøgelser i forskellige egne af Norge og kom derved også ind på palæontologiske studier. Overhovedet må siges om Brøgger, at han med en næsten enestående alsidighed forstod at gøre sig fuldt fortrolig med de fleste af den geologiske videnskabs stærkt divergerende grene: i besiddelse af en ualmindelig arbejdsdygtighed og et klart blik såvel for betydningen af skarpe detailstudier som for det efter videnskabens standpunkt centrale i ethvert spørgsmål vandt han hurtig et fremragende navn og en væsentlig indflydelse på sin videnskabs udvikling.

## År i Sverige
I 1881 kaldtes Brøgger til professor ved Stockholms nyoprettede universitet (högskola), en stilling, som han tiltrådte året efter og beholdt i 8 år. I løbet af kort tid skabte han her et midtpunkt for mineralogisk og geologisk videnskab: fortrinlige samlinger skaffedes til veje, lige så et stort fagbibliotek, og der indrettedes, hvad man indtil da havde savnet i Skandinavien, et institut, hvor krystallografiske, mineralogiske og petrografiske arbejder kunne udføres efter videnskabens krav. Brøggers ualmindelige evner som lærer for vordende videnskabsmænd kom her til deres ret, elever samlede sig om ham fra alle skandinaviske lande, og talrige videnskabelige arbejder udgik fra Stockholms mineralogiske institut.
Efter Kjerulf’s død kaldtes Brøgger tilbage til Norge og overtog 1890 professoratet i mineralogi og geologi ved Kristianias universitet.

## Videnskabelig forskning
Brøggers videnskabelige arbejder strakte sig som nævnt over et for sin tid ganske særlig stort område: hans første store hovedværk var: "Die silurischen Etagen 2 und 3 im Christianiagebiet und auf Eker" fra 1882, et arbejde, som indeholdt en fylde af ny og vigtige iagttagelser, fremstillede i klar og alsidig belysning. Der efter kom "Die Mineralien der Syenitpegmatitgänge der südnorwegischen Augit- und Nephelinsyenite" (1890), et stort mineralogisk værk, som bragte væsentlige fremskridt på næsten alle punkter inden for denne videnskab, som det omfattende tema gav anledning til at behandle. Hans næste større arbejder var tre petrografiske monografier med fællestitlen "Die Eruptivgesteine des Christianiagebietes" henholdsvis fra 1894, 1895 og 1898, hvor han gav disse ejendommelige bjergarter en særdeles udtømmende behandling og anvendte en mængde den gang for petrografien nye betragtningsmåder. Der efter kastede Brøgger sig over kvartærgeologien, hvilket resulterede i det mægtige værk, "Om de senglaciale og postglaciale Nivåforandringer i Kristianiafeltet" fra 1900-1901, og her igennem kom han ind på grænseområdet mod arkæologien med værket "Strandliniens Beliggenhed under Stenalderen i det sydøstlige Norge" fra 1905. Siden slog Brøgger igen ind på mineralogiske studier, hans sidste større værk var "Die Mineralien der südnorwegischen Granitpegmatitgänge" fra 1906.

## Anerkendelse
Brøggers videnskabelige virksomhed skaffede ham en meget stor mængde anerkendelsesbeviser, idet han for eksempel blev medlem af talrige videnskabsselskaber. Han modtog Murchisonmedaljen 1891 og Wollastonmedaljen 1911. Brøgger var Kristiania-universitetets første rektor 1907-1909, lige som han også blev udnævnt til rektor i 1914 for at repræsentere universitetet ved landets hundredårsfest. I 1906 blev han medlem af Stortinget, hvilken virksomhed han dog siden igen opgav. Desuden må nævnes den store andel, han havde i stiftelsen af Nansenfondet.

## Galleri
- Waldemar Christopher Brøgger.
- Brøgger, universitetsrektor, 1911
- Buste af Brøgger nær Geologisk museum